# Säulenbohrmaschine

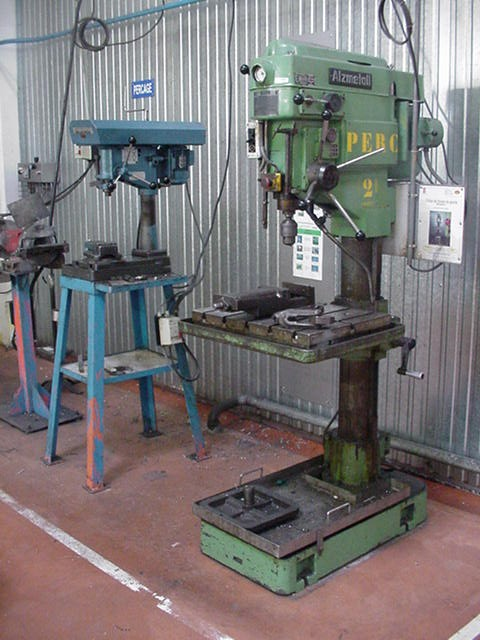
Säulenbohrmaschine; links daneben eine Tischbohrmaschine

Eine Säulenbohrmaschine ist eine meist fest installierte Bohrmaschine. Sie besteht aus dem Fuß, der Säule, einem Bohrtisch, der längs der Säule verstellbar ist, und der Bohrspindel, deren Drehzahl manchmal stufenlos einstellbar ist oder über ein Getriebe eingestellt wird. Die Aufnahme der Werkzeuge, in dem Falle Bohrer oder Bohrfutter, erfolgt über einen Morsekegel. 

## Aufbau
Der schwere Fuß sorgt für einen sicheren Stand und kann auch Kühlschmierstoff bevorraten, außerdem kann die Maschine hier fest am Boden verankert werden. Die Säule dient dem Bohrtisch als Führung, er ist in der Höhe und radial verstell- sowie klemmbar. Die Säule stellt, neben dem Tisch, auch gleichzeitig den größten Schwachpunkt dar. Für schwere Bohrarbeiten ist die stabilere Ständerbohrmaschine daher besser geeignet. Im oberen Teil befinden sich Motor, Getriebe und Bohrspindel, an der das Werkzeug (meist ein Bohrfutter oder direkt ein Bohrer) angebracht („adaptiert“) ist.
Die Drehzahl kann sowohl über ein Riemengetriebe als auch über einen stufenlosen Antrieb, welcher entweder über ein CVT-Getriebe oder einen geregelten Motor realisiert ist, eingestellt werden.

## Eigenschaften
Säulenbohrmaschinen eignen sich vor allem für kleine bis mittlere Werkstücke. Zum Befestigen und Verschieben des Werkstücks auf dem Bohrtisch wird ein Maschinenschraubstock verwendet. Ein Getriebe überträgt die Kraft des Motors an die Bohrpinole mit Bohrspindel und Bohrfutter. Durch Drehen eines Handkranzes oder maschinell angetrieben kann die Bohrpinole senkrecht nach unten auf das Werkstück zubewegt werden. Einige Bohrmaschinen verfügen über einen automatischen Vorschub, der sich über ein Getriebe einstellen lässt.

## Einsatz im 21. Jahrhundert
Säulenbohrmaschinen wurden vom Anfang der Industrialisierung bis hin zum Ende des 20. Jahrhunderts als Produktionsmaschinen zur Zerspanung vor allem von Metallen, Kunststoffen und Holz verwendet. Zur Zeit des Wirtschaftswunders gab es noch viele Säulenbohrmaschinen-Hersteller in Deutschland (z. B. Alzmetall, Bluthardt, Flott, GILLARDON, Röhm, WMW, Wörner, Webo), heute produzieren davon nur noch die Firmen Alzmetall, Flott und GILLARDON. Durch die Einführung von numerisch gesteuerten Maschinen (NC-Maschinen) wurde die Säulenbohrmaschine letztendlich Ende des 20. Jahrhunderts für die Serienfertigung obsolet. Heute werden diese Maschinen hauptsächlich in der Einzelteilfertigung und in der Ausbildung eingesetzt; hierbei sinkt der Anspruch an die Qualität der Säulenbohrmaschinen. Die meisten der heute verkauften Maschinen werden in Asien produziert.